# Peter-Anich-Hütte
Die Peter-Anich-Hütte ist eine Schutzhütte der Kategorie I der Sektion Touristenklub Innsbruck des Österreichischen Alpenvereins auf einer Höhe von 1909 m ü. A. südöstlich von Rietz auf dem vom Bachwandkopf nach Norden ziehenden Rücken auf der Unteren Seewenalm am Nordrand der Stubaier Alpen.

## Geschichte
Die Hütte wurde 1884/85 als einfache Unterkunft aus Zirbenholz vom Österreichischen Touristen Club (ÖTC, heute ÖTK) erbaut, ohne vorher ein Grundstück von der Gemeinde Rietz anzukaufen. Die Unterkunft wurde nach dem berühmten Tiroler Geodäten und Kartografen Peter Anich (1723–1766) benannt.
Im Laufe der Zeit verfiel sie jedoch immer mehr, was eine Instandsetzung nötig machte. 1924 wurde die Hütte wieder in Bewirtschaftung genommen und 1928 vom Gesamtverein der Sektion Innsbruck übereignet. In der Folge wurde der Grund erworben. Im Jahr 1931 wurde die Hütte baulich erweitert.
Die Sektion beabsichtigte 1961, die Peter-Anich-Hütte in ein Jugendheim umzuwandeln, was aber der Gemeinde missfiel. Im Jahr 1990 wurde die Hütte behördlich geschlossen. 1990/91 erfolgte eine umfassende bauliche Sanierung mit Küchen- und Waschraumanbau, woraufhin am 8. September 1991 die Einweihung folgte.

## Aufstieg
- Pfaffenhofen (642 m ü. A.) über Pfaffenhofer Alm (1694 m ü. A.), Gehzeit: 3 Stunden
- Rietz (685 m ü. A.), Gehzeit: 3 Stunden
- Stams (672 m ü. A.) über Stamser Alm (1873 m ü. A.) – Kreuzjoch (2563 m ü. A.), Gehzeit: 5–6 Stunden
- Telfs (634 m ü. A.)

## Übergänge
- Bachwandkopf (2758 m ü. A.) – Stamser Alm (1873 m ü. A.)
- Kühtai (2017 m ü. A.) – Dortmunder Hütte (1949 m ü. A.) über den Rietzer Grießkogel, Gehzeit: 5 Stunden
- Rosskogelhütte (1777 m ü. A.) über den aussichtsreichen Peter-Anich-Höhenweg, Gehzeit: 8,5 Stunden
- Pfaffenhofer Alm (1694 m ü. A.) – Flaurlinger Alm (1614 m ü. A.)

## Gipfel
- Bachwandkopf (2758 m ü. A.)
- Hocheder (2796 m ü. A.) über Grießkogel, Gehzeit: 3,5 Stunden
- Kreuzjoch (2563 m ü. A.)
- Narrenkopf (2488 m ü. A.)
- Rietzer Grießkogel (2884 m ü. A.), Gehzeit: 3 Stunden